# Inter Moengotapoe
Inter Moengotapoe is een Surinaamse voetbalclub uit Moengotapoe. Inter Moengotapoe komt uit in de Suriname Major League en speelt thuis in het Ronnie Brunswijkstadion.
Tijdens de CONCACAF League 2021 stelde de 60-jarige clubeigenaar Ronnie Brunswijk zich driekwart van de tijd op als speler tegen CD Olimpia uit Honduras. Ook deelde hij biljetten van 100 Amerikaanse dollar uit aan de spelers van Olimpia; bij elkaar 3300 dollar. De disciplinaire commissie van de CONCACAF schorste Brunswijk vervolgens voor drie jaar en zette zowel Moengotapoe als Olimpia voor de rest van dat jaar uit de competitie.

## Erelijst
- SVB-hoofdklasse: 10

2007, 2008, 2010, 2011, 2013, 2014, 2015, 2016, 2017, 2019
- Surinaamse voetbalbeker: 3

2012, 2017, 2019
- Suriname President's Cup: 7

2007, 2010, 2011, 2012, 2013, 2014, 2017

## Prestatie in CONCACAF-competitie
- CFU Club Championship (4 gedaantes)

2004 semifinale
2007 groepsfase - 4 pt.
2009 tweede ronde
2011 eerste ronde
2021 tweede plaats
2022 geschorst

## (Ex-)Spelers
- Obrendo Huiswoud